# Melbu
Melbu este o localitate din comuna Hadsel, provincia Nordland, Norvegia, cu o suprafață de 1,73 km² și o populație de 2.207 locuitori (2013).